# Tacjanna Wysocka

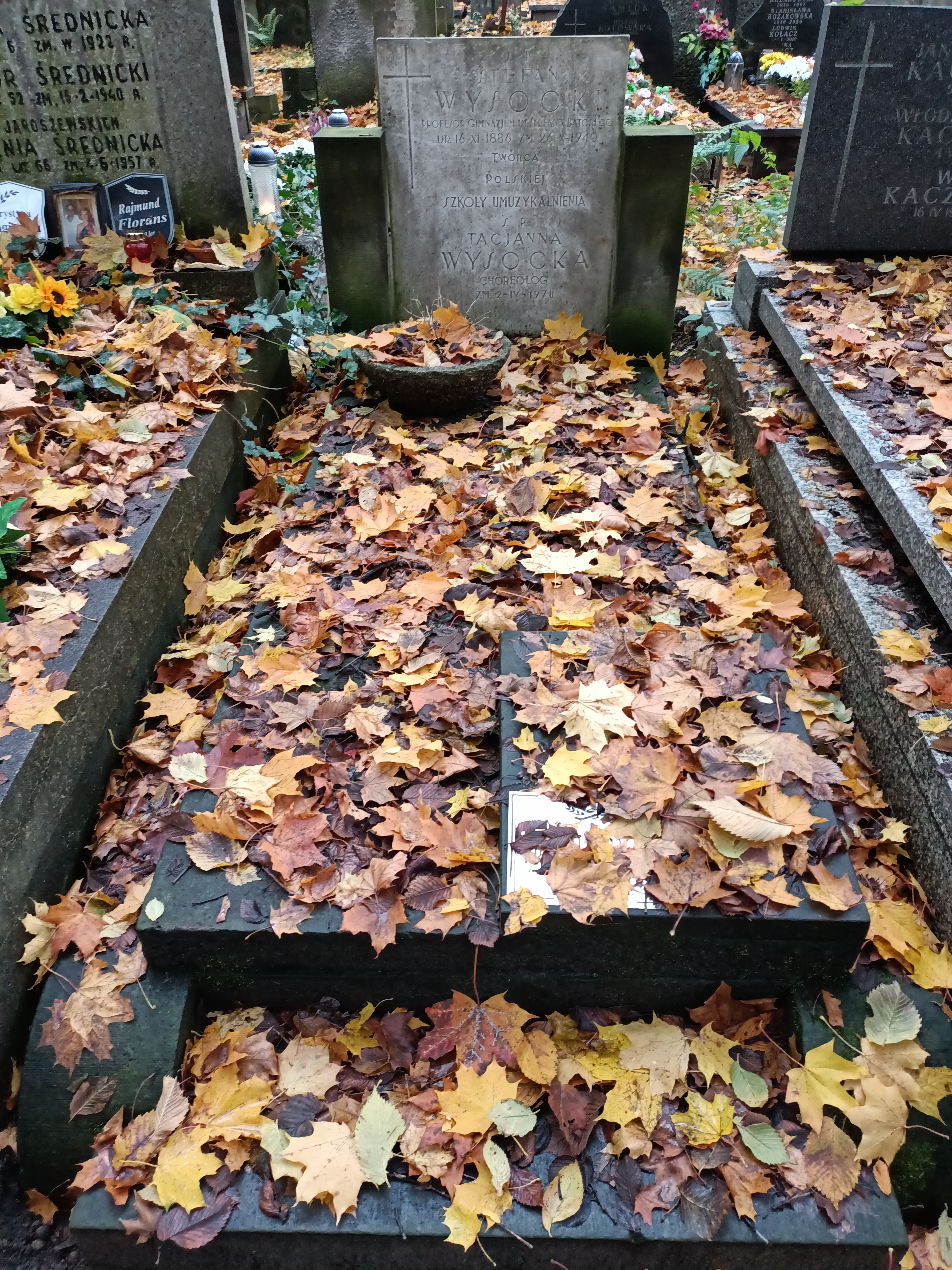
Grób Tacjanny Wysockiej na Cmentarzu Powązkowskim

Tacjanna Bernadetta Wysocka (ur. 31 stycznia 1894 w Moskwie zm. 2 kwietnia 1970 w Warszawie) – polska tancerka, choreograf, pedagog i teoretyk baletu, publicystka.

## Życiorys
Pochodziła z polsko-rosyjskiej rodziny o zamiłowaniach artystycznych. Jej ojciec generał lejtnant Wiktor Adamowicz był Polakiem, matka Elżbieta była Rosjanką.
Była absolwentką Instytutu Smolnego w Sankt Petersburgu. Studiowała taniec klasyczny, historię tańca i muzykę. W 1911 roku wstąpiła do petersburskiego Instytutu Gimnastyki Rytmicznej, przygotowującego do rzadkiego w początkach XX wieku zawodu rytmiczki. Po wybuchu rewolucji październikowej wyjechała do Polski, do Warszawy i wraz z mężem Stefanem Wysockim otworzyła Szkołę Umuzykalnienia, a później Teatr Sztuki Tanecznej. Do wybuchu II wojny światowej kierowany przez nią zespół występował m.in. w warszawskim Qui Pro Quo, a także w filmach oraz gościnnie za granicą. Występowała w rewii paryskiej Casino de Paris. Była też wykładowcą w Państwowym Instytucie Sztuki Teatralnej (PIST) w Warszawie. Po 1945 r. pracowała jako baletmistrz w częstochowskim Teatrze Miejskim. Następnie była choreografem w Teatrze im. Stanisława Wyspiańskiego w Katowicach. W latach 1946–1951 założyła i prowadziła Szkołę Tańca Scenicznego, która to przekształciła się w Szkołę Baletową z siedzibą w Sosnowcu, a następnie w Bytomiu. Szkoła ta – Ogólnokształcąca Szkoła Baletowa im. Ludomira Różyckiego w Bytomiu – jest najstarszą placówką tego typu w Polsce. Po upaństwowieniu szkoły w 1951 roku Tacjanna Wysocka była jej kierownikiem artystycznym. W 1952 roku powróciła do Warszawy. Wykładała gimnastykę artystyczną w Akademii Wychowania Fizycznego. Pod koniec życia poświęciła się historii tańca i krytyce tańca. Pochowana na cmentarzu Powązkowskim (kwatera 317-3-10).

## Publikacje
- 1955 Gimnastyka artystyczna, Warszawa
- 1962 Wspomnienia, Warszawa
- 1970 Dzieje baletu, Warszawa

## Odznaczenia i wyróżnienia
- Krzyż Oficerski Orderu Odrodzenia Polski – 1959
- doktorat honoris causa Université de la Danse w Paryżu – 1968[1]

## W literaturze
Tacjanna Wysocka została przedstawiona jako Iwona Karnicka w powieści Złota Maska Tadeusza Dołęgi-Mostowicza z 1935 roku.